# Liste des longs métrages péruviens proposés à l'Oscar du meilleur film international
Cet article présente la liste des longs métrages péruviens proposés à l'Oscar du meilleur film international.

## Films proposés par le Pérou
| Année (Cérémonie) | Titre français                         | Titre original                         | Langue(s)         | Réalisateur                          | Résultat   |
| ----------------- | -------------------------------------- | -------------------------------------- | ----------------- | ------------------------------------ | ---------- |
| 1968 (40e)        | En la selva no hay estrellas (es)      | En la selva no hay estrellas (es)      | espagnol          | Armando Robles Godoy                 | Non nommé  |
| 1970 (42e)        | La muralla verde                       | La muralla verde                       | espagnol          | Armando Robles Godoy                 | Non nommé  |
| 1973 (45e)        | Espejismo                              | Espejismo                              | espagnol          | Armando Robles Godoy                 | Non nommé  |
| 1984 (56e)        | Maruja en el infierno (es)             | Maruja en el infierno (es)             | espagnol          | Francisco José Lombardi              | Non nommé  |
| 1986 (58e)        | La Ville et les Chiens                 | La ciudad y los perros                 | espagnol          | Francisco José Lombardi              | Non nommé  |
| 1989 (61e)        | La Gueule du loup                      | La boca del lobo                       | espagnol, quechua | Francisco José Lombardi              | Non nommé  |
| 1991 (63e)        | Tombés du ciel (es)                    | Caídos del cielo                       | espagnol          | Francisco José Lombardi              | Non nommé  |
| 1992 (64e)        | Alias "La Gringa" (es)                 | Alias "La Gringa" (es)                 | espagnol          | Alberto Durant                       | Non nommé  |
| 1994 (66e)        | Reportaje a la muerte (es)             | Reportaje a la muerte (es)             | espagnol          | Danny Gavidia (en)                   | Non nommé  |
| 1995 (67e)        | Sans pitié (es)                        | Sin compasión                          | espagnol          | Francisco José Lombardi              | Non nommé  |
| 2000 (72e)        | Pantaleón y las visitadoras            | Pantaleón y las visitadoras            | espagnol          | Francisco José Lombardi              | Non nommé  |
| 2004 (76e)        | Paloma de papel (es)                   | Paloma de papel (es)                   | espagnol          | Fabrizio Aguilar (es)                | Non nommé  |
| 2006 (78e)        | Días de Santiago                       | Días de Santiago                       | espagnol          | Josué Méndez (es)                    | Non nommé  |
| 2007 (79e)        | Madeinusa                              | Madeinusa                              | espagnol, quechua | Claudia Llosa                        | Non nommé  |
| 2008 (80e)        | Una sombra al frente (es)              | Una sombra al frente (es)              | espagnol          | Augusto Tamayo San Román             | Non nommé  |
| 2010 (82e)        | Fausta                                 | La teta asustada                       | Spanish, Quechua  | Claudia Llosa                        | Nommé      |
| 2011 (83e)        | Contracorriente                        | Contracorriente                        | espagnol          | Javier Fuentes-León                  | Non nommé  |
| 2012 (84e)        | Octubre                                | Octubre                                | espagnol          | Daniel Vega Vidal, Diego Vega Vidal  | Non nommé  |
| 2013 (85e)        | Las malas intenciones (es)             | Las malas intenciones (es)             | espagnol          | Rosario Garcia-Montero (es)          | Non nommé  |
| 2014 (86e)        | El limpiador (es)                      | El limpiador (es)                      | espagnol          | Adrián Saba (es)                     | Non nommé  |
| 2015 (87e)        | Un octobre violet à Lima (es)          | El evangelio de la carne               | espagnol          | Eduardo Mendoza de Echave (es)       | Non nommé  |
| 2016 (88e)        | NN                                     | NN: Sin identidad                      | espagnol          | Héctor Gálvez                        | Non nommé  |
| 2017 (89e)        | Videofilia (y otros síndromes virales) | Videofilia (y otros síndromes virales) | espagnol          | Juan Daniel Fernández                | Non nommé  |
| 2018 (90e)        | Rosa Chumbe (es)                       | Rosa Chumbe (es)                       | espagnol          | Jonatan Relayze                      | Non nommé  |
| 2019 (91e)        | Wiñaypacha (es)                        | Wiñaypacha (es)                        | aymara            | Oscar Catacora (es)                  | Non nommé  |
| 2020 (92e)        | Mon père                               | Retablo                                | quechua           | Alvaro Delgado-Aparicio              | Non nommé  |
| 2021 (93e)        | Canción sin nombre                     | Canción sin nombre                     | espagnol, quechua | Melina León (es)                     | Non nommé  |
| 2022 (94e)        | Manco Cápac (es)                       | Manco Cápac (es)                       | espagnol, quechua | Henry Vallejo                        | Non nommé  |
| 2023 (95e)        | El corazón de la luna (es)             | El corazón de la luna (es)             | sans dialogue     | Aldo Salvini (es)                    | Non nommé  |
| 2024 (96e)        | La erección de Toribio Bardelli (es)   | La erección de Toribio Bardelli (es)   | espagnol          | Adrián Saba (es)                     | Non nommé  |
| 2025 (97e)        | Yana-Wara (es)                         | Estrella del amanecer                  | aymara            | Óscar Catacora (es) et Tito Catacora | En attente |